# Theftie
Theftie er betegnelsen for et billede, som man kan få en stjålet mobiltelefon til at tage af den person, der aktuelt holder den i hånden. Ordet stammer fra engelsk og er sammensat af ordet thief (engelsk: tyv) og selfie, der er betegnelsen for et billede, man tager af sig selv med sin mobiltelefon. Flere antivirus firmaer tilbyder det som en del af deres pakker.